# Frédérique Jossinet
Frédérique Jossinet (n. 16 decembrie 1975, Rosny-sous-Bois, Région parisienne, Franța) este o comentatoare sportivă ce a reprezentat Franța, medaliată olimpică. A participat la 2 ediții ale Jocurilor Olimpice (2004, 2008) în care a câștigat o medalie de argint.